# قلب‌ها برای گلوله‌ها
قلب‌ها برای گلوله‌ها (به انگلیسی: Hearts for Bullets) سومین آلبوم از پروژهٔ جنیفر پارکین تحت نام آیریا می‌باشد که در ۱۲ سپتامبر سال ۲۰۰۸ از سوی آلفا ماتریکس منتشر گردید. همانند آلبوم‌های قبلی، این آلبوم نیز به صورت نسخهٔ دیلاکس با یک دیسک اضافه منتشر شد، اما این بار به جای ریمیکس‌ها، کاورها و آثار گروه‌های دیگر با حضور جنیفر پارکین را برمی‌گرفت. طراحی جلد آلبوم توسط دیستروی‌اکس عضو انجلزپیت انجام شده‌است.